# Belzheim
Belzheim ist ein Gemeindeteil der Gemeinde Ehingen am Ries im Landkreis Donau-Ries (Regierungsbezirk Schwaben, Bayern) und eine Gemarkung.

## Lage
Das Pfarrdorf liegt circa zwei Kilometer westlich von Ehingen am Ries.

## Geschichte
Südöstlich von Belzheim befinden sich circa 170 Grabhügel aus der mittleren Hallstattzeit. Die erste schriftliche Erwähnung war im Jahr 1053 als Villa Bellesheim. Damals gehörte der Ort den Grafen von Hürnheim, die den Besitz im Jahr 1488 an den Deutschen Orden verkauften. Fortan lag Belzheim in der Deutschordensballei Franken bis zu Beginn des 19. Jahrhunderts.
Am 1. Mai 1978 wurde Belzheim in die Gemeinde Ehingen am Ries eingemeindet.
Die ehemalige Gemeinde hatte einen Flächeninhalt von 701,21 Hektar, und umfasste neben dem Pfarrdorf Belzheim auch die Einöden Riedmühle und Weihermühle. Diese drei Ortsteile hatten zur letzten Volkszählung am 25. Mai 1987 eine Bevölkerung von 329 in 74 Gebäuden mit Wohnraum bzw. 77 Wohnungen, davon das Pfarrdorf Belzheim 322 in 72 Gebäuden mit Wohnraum bzw. 74 Wohnungen.

## Baudenkmäler
- Pfarrkirche St. Michael
- Pfarrhaus, ehemaliges Deutschordensschloss

## Söhne und Töchter des Dorfes
- Anton Jaumann (1927–1994), Politiker (CSU), 1970 bis 1988 Bayerischer Staatsminister für Wirtschaft und Verkehr, 1958 bis 1990 Mitglied des Bayerischen Landtags